# USS Salt Lake City (SSN-716)
| Солт-Лейк-Сіті               | Солт-Лейк-Сіті                                 | Солт-Лейк-Сіті                                 |
| ---------------------------- | ---------------------------------------------- | ---------------------------------------------- |
| USS Salt Lake City (SSN-716) |                                                |                                                |
|                              |                                                |                                                |
|                              |                                                |                                                |
| Верф                         | Newport News Shipbuilding and Dry Dock Company | Newport News Shipbuilding and Dry Dock Company |
| Належність                   | ВМС США                                        | ВМС США                                        |
| Закладений                   | 26 серпня 1980 року                            | 26 серпня 1980 року                            |
| Спуск на воду                | 16 жовтня 1982 року                            | 16 жовтня 1982 року                            |
| Введений до складу флоту     | 12 травня 1984 року                            | 12 травня 1984 року                            |
| Виведений зі складу флоту    | 15 січня 2006 року                             | 15 січня 2006 року                             |
| Сучасний статус              | знято з експлуатації                           | знято з експлуатації                           |
| Проєкт                       |                                                |                                                |
| Вартість                     | прибл. 900 мільйонів доларів                   | прибл. 900 мільйонів доларів                   |
| Основні характеристики       |                                                |                                                |
| Швидкість (надводна)         | 15 вузлів                                      | 15 вузлів                                      |
| Швидкість (підводна)         | 32 вузли                                       | 32 вузли                                       |
| Робоча глибина занурення     | 240 метрів                                     | 240 метрів                                     |
| Гранична глибина занурення   | 450 метри                                      | 450 метри                                      |
| Екіпаж                       | 12 офіцерів, 98 матросів                       | 12 офіцерів, 98 матросів                       |
| Розміри                      |                                                |                                                |
| Довжина найбільша (по КВЛ)   | 110 метрів                                     | 110 метрів                                     |
| Ширина корпусу найб.         | 10 метрів                                      | 10 метрів                                      |
| Середня осадка (по КВЛ)      | 9,4 метра                                      | 9,4 метра                                      |
| Водотоннажність надводна     | 5771 тонн                                      | 5771 тонн                                      |
| Силова установка             |                                                |                                                |
| ядерний реактор S6G          |                                                |                                                |
| Гвинти                       | один                                           | один                                           |
| Потужність                   | 35 000 к.с.                                    | 35 000 к.с.                                    |
| Озброєння                    |                                                |                                                |
| Торпедно- мінне озброєння    | 4х533-мм торпедні апарати                      | 4х533-мм торпедні апарати                      |

«Солт-Лейк-Сіті» (англ. USS Salt Lake City (SSN-716)) — багатоцільовий атомний підводний човен, є 26-тим в серії з 62 підводних човнів типу «Лос-Анджелес», побудованих для ВМС США. Він став  другим кораблем ВМС США, названим на честь міста Солт-Лейк-Сіті, штат Юта. Призначений для боротьби з підводними човнами і надводними кораблями противника, а також для ведення розвідувальних дій, спеціальних операцій, перекидання спецпідрозділів, нанесення ударів, мінування, пошуково-рятувальних операцій.

## Історія створення
Контракт на будівництво субмарини було укладено 15 вересня 1977 року з компанією Newport News Shipbuilding, сухий док якої розташований в Ньюпорт-Ньюс, штат Вірджинія. Церемонія закладання кіля відбулася  26 серпня 1980 року. Спущена на воду 16 жовтня 1982 року. Хрещеною матір'ю стала Кетлін Гарн дружина сенатора від штату Юта Джейка Гарна. Введена в експлуатацію 12 травня 1984 року.

## Історія служби
15 січня 2006 року підводний човен був виведений з експлуатації.